# THE SCRAP 懐かしの一九八〇年代
『THE SCRAP 懐かしの一九八〇年代』（ザ スクラップ なつかしのせんきゅうひゃくはちじゅうねんだい）は、村上春樹のエッセイ集。タイトルの正式表記は「‘THE SCRAP’ 懐かしの一九八〇年代」（ただし「T」の前のシングルクウォートは上下反転している）。

## 概要
1987年2月、文藝春秋より刊行された。装丁は和田誠。『Sports Graphic Number』連載のコラム「スクラップ」（1982年4月20日発行第49号 - 1986年2月25日発行141号）と、同誌に単独で掲載された「だいじょうぶです。面白いから――東京ディズニーランド」（1983年4月20日発行第73号）と「オリンピックにあまり関係ないオリンピック日記」（1984年9月25日発行臨時増刊号）をまとめたエッセイ集である。

## 内容
- 『ピープル』に載ったカレン・カーペンターの死亡記事を読んでいると、心が痛む。
- 『ソフィーの選択』はおそらくアラン・J・パクラのベスト・フィルムではないかと思う。
- 夏の朝食はわかめサラダに限る。
- 8年前、僕に「犬のおまわりさん」を唄わせたのは「生活向上委員会」というジャズ・グループにいた原田というピアニストである[1]。